# クルト・シュティーラー
クルト・シュティーラー（Kurt Stiehler, 1910年11月28日 - 1981年8月15日）はドイツのヴァイオリニスト。
ケムニッツに生まれ、5歳から10歳まで父のもとで、その後の5年間はパウル・フンガーのもとで学んだ。1927年から1931年、ライプツィヒ音楽院でヴァルター・ダヴィソン教授に師事。1932年にはベルリンのカール・フレッシュ教授のもとで研鑽を積む。
1932年12月7日、ゲヴァントハウス管弦楽団のコンサートマスター（コンマス）であったシャルル・ミュンシュの後任を選考するオーディションを受験、ブルーノ・ワルターのピアノ伴奏でフェリックス・メンデルスゾーンの「ヴァイオリン協奏曲」を弾いて合格。翌1933年に正式採用された。1934年11月29日、ヘルマン・アーベントロートの指揮で同曲を演奏。これが第二次世界大戦前最後のゲヴァントハウスにおけるメンデルスゾーン演奏となった。
1936年から母校でもあるライプツィヒ音楽院で教鞭を執るようになる。1945年からはソリストや教育者としての活動を優先するようになり、コンマスとしての活動の機会は減少したが、1941年から1945年、および1952年から1955年の間ゲヴァントハウス四重奏団で第一ヴァイオリンを担当していた。
1952年から1か月に10日ほどシュトゥットガルト音楽大学で教え始める。1956年2月に一家でシュトゥットガルトへ移住したものの、同年3月からミュンヘン音楽大学で教職に就き、1975年まで務めた。ミュンヘンにて没。
息子ウルス (Urs Stiehler) は父と同じくヴァイオリニスト、ヘルマー (Helmar Stiehler) はチェリストとしてミュンヘンで活動した。